# Eucotylidae
Eucotylidae är en familj av plattmaskar. Eucotylidae ingår i ordningen Plagiorchiida, klassen sugmaskar, fylumet plattmaskar och riket djur. Enligt Catalogue of Life omfattar familjen Eucotylidae 4 arter. 
Kladogram enligt Catalogue of Life:
| Eucotylidae | \| \| Eucotyla \| \| \| \| \| \| Tanaisia \| \| \| \| |
|             | \| \| Eucotyla \| \| \| \| \| \| Tanaisia \| \| \| \| |
|             | Eucotyla                                              |
|             |                                                       |
|             | Tanaisia                                              |
|             |                                                       |